# آستواناکس
آستواناکس (به یونانی: Ἀστυάναξ)، در اسطوره‌های یونان، پسر کوچک هکتور و آندروماخه است.
بعد از سقوط تروا بنابر دستور اودوسئوس که نباید هیچ فرد ذکوری از خانواده پریاموس زنده بماند، نئوپتولموس او را از آغوش مادر بیرون کشید و از بالای دیوار شهر پایین انداخت که موجب مرگ او شد. سپر پدر را تابوت او کردند.